# Michail Voronin
För gymnasten Michail Voronin, se Michail Voronin (gymnast)
Michael Stepanovitj Voronin (ryska: Михаил Степанович Воронин), född 21 juli 1838 i Sankt Petersburg, död där 5 mars (gamla stilen: 20 februari) 1903, var en rysk botaniker.
Voronin studerade svampar hos Heinrich Anton de Bary i Freiburg im Breisgau, alger hos Gustave Adolphe Thuret i Antibes och publicerade ett betydande antal mycket värdefulla undersökningar över lägre kryptogamer, mest svampar. Han var mycket förmögen och sökte därför aldrig något ämbete, men verkade dock under de sista åren som direktör för Sankt Petersburgsmuseets kryptogamavdelning. Han var även frikostig mecenat inom naturvetenskaperna.